# 赵晓岚 (学者)
赵晓岚（1953年6月3日—），湖南长沙人，毕业于湖南师范大学中文系，现任湖南师范大学教授。

## 生平
1953年，赵晓岚出生于湖南省长沙市。1970年，赵晓岚在长沙市一中毕业，并且在该校留校任教，一度长达12年。1982年，赵晓岚考取湖南师范大学古代文学研究生。3年后获得硕士学位，并且在湖南师范大学任教。1998年，赵晓岚考取华东师范大学。3年后获得博士学位。后又去复旦大学做博士后研究。2003年，赵晓岚回到母校湖南师范大学担任教授至今。2008年和2009年，赵晓岚在央视《百家讲坛》节目先后主讲了《南唐后主李煜》和《金戈铁马辛弃疾》。

## 作品
- . 北京市: 人民文学出版社. 2010. ISBN 9787020079858.
- . 北京市: 人民文学出版社. 2009. ISBN 9787020069361.
- . 湖南省长沙市: 湖南师范大学出版社. 2005. ISBN 9787810815161.
- . 北京市: 学苑出版社. 2001. ISBN 9787800600265.
- 赵晓岚; 邓乔彬. . 北京市: 学林出版社. 2001. ISBN 9787806680322.